# نادي أفيلي
نادي أفيلي (بالإنجليزية: .Aveley F.C)‏ هو نادٍ لكرة القدم مقره في أفيلاي، إسكس، بإنجلترا.

## السجلات
- أفضل أداء لكأس الاتحاد الإنجليزي: الدور الأول 1970–71[1]
- أفضل أداء لكأس الاتحاد الإنجليزي: ربع النهائي، 2019-20[1]
- أفضل أداء فاز به اتحاد كرة القدم: الجولة الرابعة، 1995–96[1]
- أكبر فوز: 11-1 ضد هيستون، 24 أغسطس 1963[2]
- أثقل هزيمة: 8-0 ضد أورينت، كأس إسيكس بجانب التايمز[2]
- عدد الحضور القياسي: 3741 ضد سلاو تاون، 27 فبراير 1971[2]
- أكثر المظاهر ظهورًا: كين رايلي، 422[2]
- الهداف القياسي: جوتي ويلكس، 214[2]